# Axel Sundberg (1840–1916)
Sven Axel Sundberg, född 22 oktober 1840 i Marbäcks församling, Jönköpings län, död 13 maj 1916 i Furingstads församling, Östergötlands län, var en svensk präst.

## Biografi
Axel Sundberg föddes 1840 i Marbäcks socken. Han var son till organisten Per Sundberg och Johanna Östergren. Sundberg studerade i Eksjö och Linköping. Han blev höstterminen 1866 student vid Uppsala universitet och avlade 30 maj 1868 teoretisk teologisk examen, och 12 december 1868 praktsik teologisk examen. Sundberg prästvigdes 21 februari 1869 och blev 12 maj 1873 komminister i Västrums församling, men tillträdde aldrig tjänsten. Han avlade 14 mars 1874 pastoralexamen och blev 23 april 1874 kyrkoherde i Marbäcks församling, tillträde samma år. Sundberg blev 3 juni 1887 kyrkoherde i Grebo församling, tillträdde 1890 och var från 11 februari 1891 till 30 april 1898 kontraktsprost i Bankekinds kontrakt. Han blev 25 september 1897 kyrkoherde i furingstads församling, tillträde 1898 och utnämndes 1905 till ledamot av Vasaorden. Sundberg avled 1916 och begravdes 22 maj 1916.

### Familj
Sundberg gifte sig 1 juni 1875 med Hilma AUgust Wallman (1846–1907), dotter till lantbrukaren Samuel Carl August Wallman på Sommenäs i Tidersrums socken och Christina Charlotta Söderström. De fick tillsammans barnen tullkammarskrivaren Ernst Jakob Sundberg (född 1885) i Norrköping och bokföraren Samuel Axel Sundberg (född 1888) i Göteborg.